# Costa de Toni
La Costa de Toni és una costa del terme municipal de Conca de Dalt, a l'antic terme de Toralla i Serradell, al Pallars Jussà, en territori del poble de Torallola.
Està situada a migdia de Torallola, al sud-oest de lo Pla, a ponent de l'Alzinar de Durro, a ponent de Comandolera i a llevant de lo Rodalet.